# Fokaltherapie
Die Fokaltherapie ist eine Form der psychoanalytischen Kurzpsychotherapie. Sie wurde von Michael Balint und dessen Mitarbeitern entwickelt. 

## Ablauf
Die therapeutische Tätigkeit in einer Fokaltherapie wird auf die Herausarbeitung, Klärung und Bearbeitung eines Kernkonflikts konzentriert. Dabei wird ein Fokalziel bestimmt, das möglichst klar und frühzeitig definiert wird.
In der Fokaltherapie sitzen sich Therapeut und Patient gegenüber. 
Der Therapeut versucht zu Anfang den Kernkonflikt oder Fokus des Patienten durch gezieltes Fragen herauszufinden. Der Patient soll direkt zu diesem Kernkonflikt Gefühle und Gedanken aussprechen. Hier bleibt als wichtigster Ansatzpunkt für die Deutung der Zusammenhänge durch den Therapeuten die Interaktion zwischen Patient und Therapeut. Die Besonderheit der Therapie besteht auch in der begrenzten Zahl der dazu nötigen Gespräche.